# Ziemsko (przystanek kolejowy)
Ziemsko – nieczynny przystanek stargardzkiej kolei wąskotorowej w Ziemsku, w województwie zachodniopomorskim, w Polsce. Przystanek został zlikwidowany po 1956 roku.